# Al-Dżafr
Al-Dżafr – miasto w Jordanii, w muhafazie Ma’an. W 2015 roku liczyło 6390 mieszkańców.